# إيليان إيلييف (لاعب كرة قدم)
إيليان إيلييف هو لاعب كرة قدم بلغاري في مركز الوسط، ولد في 6 نوفمبر 1988 في بلغاريا. لعب مع بوتيف فراتسا.

## وصلات خارجية
- إيليان إيلييف (لاعب كرة قدم) على موقع قاعدة بيانات كرة القدم.إي يو (الإنجليزية)
- إيليان إيلييف (لاعب كرة قدم) على موقع Soccerway.com (الإنجليزية)